# Audioslave (álbum)
Audioslave é o álbum de estreia da banda Audioslave, lançado em 2002 pela gravadora Epic Records.
As músicas do álbum tem forte influência do Rage Against the Machine, com o rock clássico sentimentalista de Chris Cornell nas músicas. Ele inclui os singles "Cochise", "Show Me How to Live", "What You Are", "Like a Stone" e "I Am The Highway". O álbum foi certificado como disco triplo de platina.
"Like a Stone" foi nomeada "melhor performance de Hard Rock" na 46ª edição do Grammy Award de 2004.

## Plano de fundo
As músicas do álbum foram ouvidas primeiramente quando treze músicas demo inacabadas vazaram dos ensaios e foram jogadas em vários programas P2P no dia 16 de Maio, seis meses antes do lançamento oficial do álbum, com o nome "Civilian" (ou "The Civilian Project"). De acordo com o guitarrista Tom Morello "foi muito frustrante, especialmente para uma banda como essa, em que há muita expectativa." Ele também disse que as músicas não haviam sido totalmente finalizadas e em alguns casos "elas não tinham a mesma letra, solos de guitarra, em geral, performances iguais ao que foi lançado." Mais tarde, em uma entrevista em Julho de 2002 com Metal sludge ele foi mais explícito quanto ao incidente, culpando "alguns imbecis internos da Bad Animal Studios em Seattle" por roubar os demos e publicá-los na Internet sem autorização da banda.
O álbum foi lançado no dia 19 de Novembro de 2002 e entrou para o Billboard 200 em sétimo lugar após vender 162.000 cópias na primeira semana. Foi certificado como disco de ouro pela RIAA em menos de um mês após o lançamento, e em 2006 foi arquivado como disco triplo de platina. Este é o disco de maior sucesso do Audioslave, tendo vendido mais de três milhões de cópias só nos Estados Unidos.
Apesar de seu sucesso comercial, Audioslave recebeu os mais variados comentários. Alguns críticos consideraram o empenho do grupo como sem inspiração e previsível. Os críticos Chris Dahlen e Ryan Schreiber, da Pitchfork Media, elogiaram a voz de Cornell, mas criticaram virtuosamente todo o resto do álbum, chamando-o de "pior tipo de álbum de rock em estúdio, rigorosamente controlado...". Eles descreveram as letras de Cornell como "completamente inarticuladas" e consideraram o trabalho o produtor Rick Rubin "um produto do tipo de rock sintetizado que não emite nenhum calor". Jon Monks da Stylus Magazine teve a mesma opinião. Ele considerou a produção de Rubin super-polida e escreveu que "faltou, individualmente, distinção e imaginação neste álbum super-produzido, longo e bastante indulgente." Por outro lado, alguns críticos elogiaram a superbanda com estilo remanescente do heavy metal dos anos 70 e comparou-a com Led Zeppelin e Black Sabbath, dizendo que eles adicionaram estilo e som de que tanto precisava-se para a onda da música rock contemporânea, e têm potencial para tornarem-se uma das melhores bandas de rock do século XXI.
| Críticas profissionais                                                      | Críticas profissionais |
| Avaliações da crítica                                                       | Avaliações da crítica  |
| Fonte                                                                       | Avaliação              |
| --------------------------------------------------------------------------- | ---------------------- |
| allmusic                                                                    | [ 15 ]                 |
| Metacritic                                                                  | (59)                   |
| Rolling Stone                                                               | [ 17 ]                 |
| Pitchfork Media                                                             | (1.7/10)               |
| Village Voice                                                               | (Negativo)             |
| Esta tabela precisa de ser acompanhada por texto em prosa. Consulte o guia. |                        |

## Faixas
Todas as letras foram escritas por Chris Cornell, e a música feita por todos os integrantes da banda.
| N.º            | Título                     | Duração |  |
| 1.             | "Cochise"                  | 3:42    |  |
| 2.             | "Show Me How to Live"      | 4:38    |  |
| 3.             | "Gasoline"                 | 4:39    |  |
| 4.             | "What You Are"             | 4:09    |  |
| 5.             | "Like a Stone"             | 4:54    |  |
| 6.             | "Set It Off"               | 4:23    |  |
| 7.             | "Shadow on the Sun"        | 5:43    |  |
| 8.             | "I Am the Highway"         | 5:35    |  |
| 9.             | "Exploder"                 | 3:26    |  |
| 10.            | "Hypnotize"                | 3:27    |  |
| 11.            | "Bring Em Back Alive"      | 5:29    |  |
| 12.            | "Light My Way"             | 5:03    |  |
| 13.            | "Getaway Car"              | 4:59    |  |
| 14.            | "The Last Remaining Light" | 5:17    |  |
| Duração total: | Duração total:             | 65:26   |  |

### . connectedD Edition
| N.º | Título                         | Duração |  |
| 15. | "Give - ConnecteD Bonus Track" |         |  |

### Faixa bonusConnecteD
Por um tempo limitado, o CD pode ser utilizado em um CD-ROM para obter acesso ao website ConnecteD. Lá, o usuário pôde baixas vídeos bônus, entrevistas, fotos e uma faixa bônus: "Give".

## Posições nas paradas
| Ano  | Lista               | Posição |
| ---- | ------------------- | ------- |
| 2002 | Billboard 200       | 7       |
| 2002 | Top Canadian Albums | 6       |
| 2003 | Top Internet Albums | 15      |

| Ano  | Música                | Posição nas Paradas | Posição nas Paradas | Posição nas Paradas  | Posição nas Paradas | Posição nas Paradas  | Posição nas Paradas |
| Ano  | Música                | US Hot 100          | US Modern Rock      | US Main- stream Rock | US Adult Top 40     | US Top 40 Mainstream |                     |
| ---- | --------------------- | ------------------- | ------------------- | -------------------- | ------------------- | -------------------- | ------------------- |
| 2002 | "Cochise"             | 69                  | 9                   | 2                    | -                   | -                    |                     |
| 2003 | "Like a Stone"        | 31                  | 1                   | 1                    | 23                  | 27                   |                     |
| 2003 | "Show Me How to Live" | 67                  | 4                   | 2                    | -                   | -                    |                     |
| 2003 | "I Am the Highway"    | 66                  | 3                   | 2                    | -                   | -                    |                     |
| 2004 | "What You Are"        | -                   | 17                  | 8                    | -                   | -                    |                     |

## Créditos
- Chris Cornell - vocalista
- Tom Morello - guitarrista
- Tim Commerford - baixista
- Brad Wilk - baterista
- Storm Thorgerson - diretor de arte, arte do álbum
- Darrell Lance Abbott - assistente
- John Burton - engenheiro
- Lindsay Chase - vozes, coordenadora de produção
- Danny Clinch - fotógrafo
- Rich Costey - mixador
- Finlay Cowan - assistente
- Peter Curzon - logo, arte do álbum
- Chris Holmes - engenheiro assistente
- Steven Kadison - assistente de mixagem
- Dan Leffler - engenheiro secundário
- Vladimir Meller - masterizador
- Darren Mora - engenheiro assistente
- Floyd Reitsman - engenheiro
- Rick Rubin - produtor
- Thom Russo - engenheiro, engenheiro digital
- Andrew Scheps - engenheiro, edição digital
- David Schiffman - engenheiro
- Rupert Truman - fotógrafo